# Talisia mollis
Talisia mollis är en kinesträdsväxtart som beskrevs av Carl Sigismund Kunth och Jacques Cambessèdes. Talisia mollis ingår i släktet Talisia och familjen kinesträdsväxter. Inga underarter finns listade i Catalogue of Life.